# Mitchell (Georgia)
Mitchell – miasto w Stanach Zjednoczonych, w stanie Georgia, w hrabstwie Glascock.